# Hennekopf

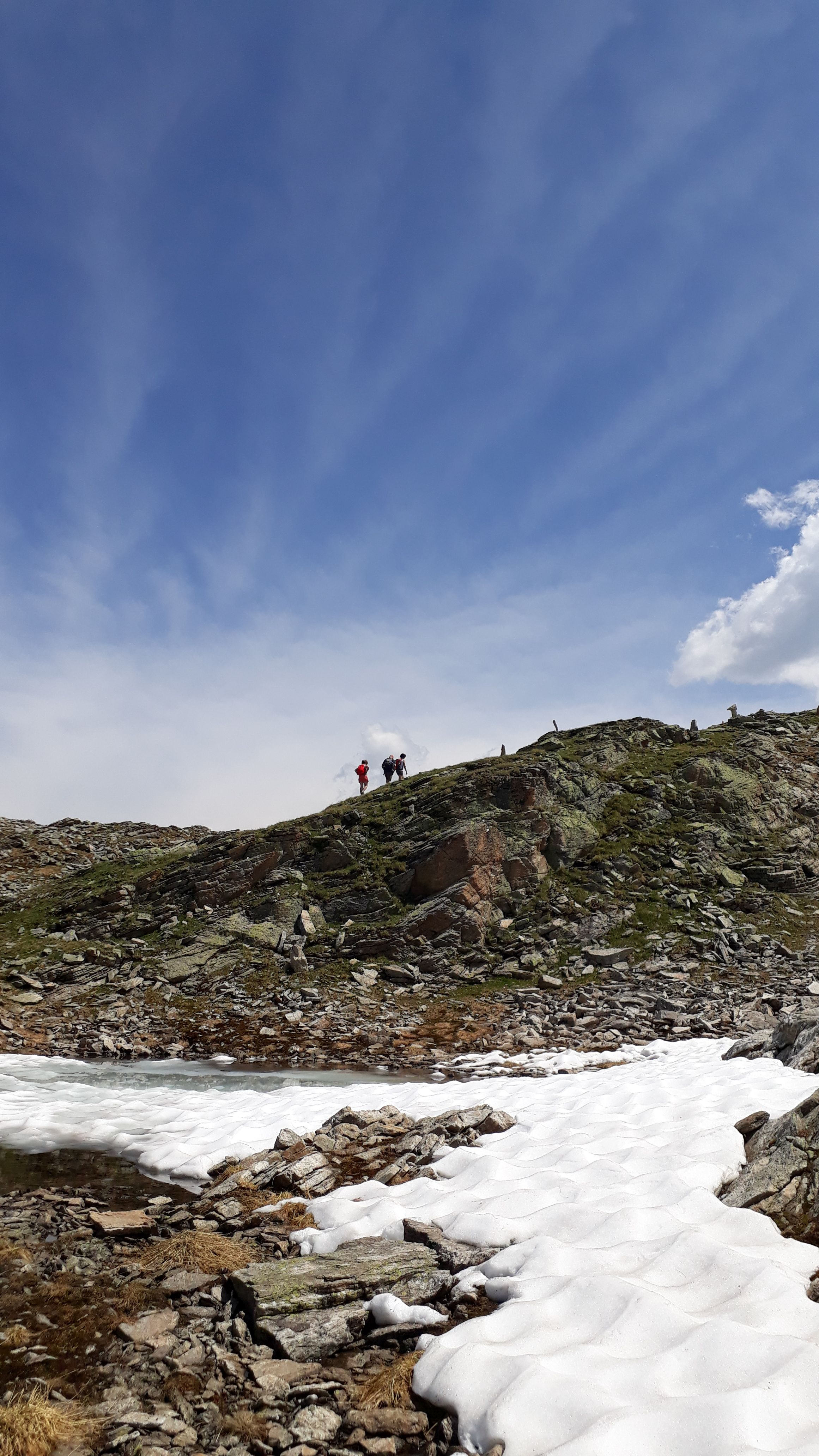
Aufstieg über das Bieltal zum Hennekopf. Steinmandl weisen den Weg

Der Hennekopf ist ein 2704 m ü. A. (nach anderen Angaben 2706 m ü. A.) hoher Berg in der Silvretta, der sich auf dem Gemeindegebiet von Galtür (Tirol) befindet. Der Gipfel des Berges ist zu Fuß über die Bielerhöhe und das Bieltal gut erreichbar.

## Lage und Umgebung
Der Hennekopf liegt etwa 3,5 km Luftlinie östlich der Bielerhöhe (Vorarlberg, 2037 m ü. A.) und etwa 7,3 km vom Ortszentrum von Galtür. Zum westlich gelegenen Hohen Rad (2934 m ü. A.) sind es etwa 2,3 km Luftlinie, zur südwestlich befindlichen Dreiländerspitze etwa  6,5 km und zum Piz Buin etwa 7,5 km. Südlich befindet sich in etwa 1,9 km Entfernung die nach dem Bergsteiger Andreas Madlener benannte Madlenerspitze (2969 m ü. A.) und nordwestlich, etwa 800 m entfernt, die Hennespitze (2707 m ü. A.).
Nordöstlich des Hennekopfes befinden sich das Roßtal (mit dem Roßtalbach), südlich das von der Getschnerscharte herabziehende Tal des Weißen Baches, und südwestlich das Bieltal (mit dem Bielbach, auch Bieltalbach genannt). Die Bäche münden in die Trisanna. Vom Weißen Bach und dem Bieltalbach fließt üblicherweise nur Restwasser in die Trisanna, da ein Großteil des Wassers gefasst und in den Silvrettasee umgeleitet wird.
Der Hennekopf ist Teil eines langen Grates, der zwischen Roßtalbach und Weißen Bach von den bis zu 2931 m ü. A. hohen Hennebergspitzen nach Nordwesten zur markant über der Bielerhöhe aufragenden Hennespitze herabzieht.

## Gipfel
Der Hennekopf ist von der nordwestlichen Seite weitgehend leicht zu erreichen und fällt auf alle anderen Seiten steil ab. Auf ihm befindet sich ein schlichtes Gipfelkreuz aus Holz, das 1993 von der Silvrettagruppe des Skivereins Lochau errichtet wurde (Informationstafel aus Kupfer am Kreuz).

## Anreise
Ausgangspunkt für Touren auf den Hennekopf im Sommer wie im Winter ist regelmäßig die Bielerhöhe.
Zu Fuß kann von Partenen (1051 m ü. A.) in etwa 3½ Stunden und von Galtür (1584 m ü. A.) in etwa 2½ Stunden die Bielerhöhe erreicht werden. Im Sommer kann auch mit dem Auto über die Silvretta-Hochalpenstraße sowohl über das Montafon als auch vom Paznauntal zur Bielerhöhe zugefahren werden (Mautpflicht). Mit der Bahn kann bis Schruns (von Westen, Vorarlberg) bzw. Landeck (von Osten, Tirol) gefahren werden und anschließend mit dem Postbus zur Bielerhöhe. Im Winter kann nur von Partenen aus mit der Vermuntbahn zur Bergstation und von dort mit einem Kleinbus (Tunneltaxibus) durch zwei Stollen bis zur Bielerhöhe gefahren werden.

## Wandern
Der Hennekopf bedingt Trittsicherheit alpine Ausrüstung mit guten Bergschuhen. Der nächstgelegene Wander-Stützpunkt ist an der Bielerhöhe das Madlenerhaus (1986 m ü. A.) sowie die Gastronomiebetriebe an der Bielerhöhe – Silvrettahaus und Hotel Piz Buin. Die Alpe Vermunt ist nur im Sommer bewirtschaftet. Der Weg von der Bielerhöhe (2037 m ü. A.) zum Hennekopf beträgt etwa 9 km und es werden etwa 750 Höhenmeter überwunden.
Der Aufstieg gilt nach der SAC-Wanderskala als mittelschwerer Bergwanderweg (T2). Der Weg ist in etwa 3 Stunden gut bewältigbar und teilweise nur durch Steinmännchen markiert, weshalb eine gute Orientierung erforderlich ist. Im Winter für Schneetouren gilt der Aufstieg als wenig schwierig (SAC-Skitourenskala: WS). Der Abgang von Schneebrettlawinen ist uU möglich.